# Фернанда Монтенегро
Фернанда Монтенегро (на португалски: Fernanda Montenegro) е бразилска актриса. 

## Биография
Арлет Пиньейро Естевес да Силва е родена на 16 октомври 1929 г. в Рио де Жанейро. Истинското ѝ име е Арлет Пиньейро Естевес да Силва. Тя приема артистичното име Фернанда, защото го смята за благозвучно, а фамилното Монтенегро е това на семейния ѝ лекар.

### Кариера
Кариерата ѝ започва с филма „Alegres Canções nas Montanhas“ през 1950 година. По време на снимките се запознава с бъдещия си съпруг – актьора Фернандо Торес. През 1960-те години се мести в Сао Пауло, където започва да участва в театрални постановки, първата от които е „Pouco Amor Não é Amor“ („Много любов не е любов“). През 1964 снима първия си кинофилм „A Falecida“. През 1965 година ражда дъщеря, която кръщава също Фернанда. След раждането Фернанда Монтенегро се посвещава на театъра, а през 1979 година печели наградата най-добра актриса на наградите на асоциацията на артистичните критици в Сао Пауло за ролята си в теленовелата „Cara a Cara“. През 1980-те години, Фернанда се завръща в телевизията. Тя участва в редица успешни новели и печели още две награди за най-добра актриса за ролите си в „Brilhante“ и „A Guerra dos Sexos“.
Успешната ѝ кариера прави впечатление на президента, който ѝ предлага поста на министър на културата, но Фернанда Монтенегро отказва. Отдадеността ѝ към театъра през 1980-те години ѝ носи наградата „Първата дама на бразилския театър“. Фернанда получава всеобщо признание през 1997 година, когато филмът „O Que é Isso, Companheiro?“ е номиниран за „Оскар“ в категорията най-добър чуждоезичен филм. А през 1998 година е номинирана за най-добра актриса за ролята си във филма „Central do Brasil“.

## Филмография
| Филм                                                   | Година      | Роля                                                   |
| ------------------------------------------------------ | ----------- | ------------------------------------------------------ |
| Pouco Amor Não É Amor                                  | 1963        | Марилия                                                |
| A Falecida                                             | 1965        | Зулмира                                                |
| Redenção                                               | 1966        | Лиза                                                   |
| Calúnia                                                | 1967        | Амалия                                                 |
| A Muralha                                              | 1968        | Кандида                                                |
| Кръв от моята кръв                                     | 1969 – 1970 | Жулия Камарго                                          |
| Pecado Morta                                           | 1970        | Фернанда                                               |
| Em Família                                             | 1970        | Анита                                                  |
| A Vida de Jesus Cristo                                 | 1971        | Санаритана                                             |
| Tudo Bem                                               | 1978        | Елвира Барата                                          |
| Cara a Cara                                            | 1979        | Ингрид                                                 |
| Брилянт (Brilhante)                                    | 1981 – 1982 | Шика Нюман                                             |
| Танцувай с мен (Baila comigo)                          | 1981        | Силвия Толедо Фернандес                                |
| Eles Não Usam Black-Tie                                | 1981        | Романа                                                 |
| Война между половете (Guerra dos sexos)                | 1983        | Шарлоте де Алкантара Перейра Барето, Шарло/Алтамиранда |
| A Hora da Estrela                                      | 1985        | Мадам Карлота                                          |
| Cambalacho                                             | 1986        | Ленарда Фуртадо – Нана                                 |
| Trancado por Dentro                                    | 1986        | Ивет                                                   |
| Fogo e Paixão                                          | 1988        | Кралицата на замъка                                    |
| Кралица на скрапа (Rainha da sucata)                   | 1990        | Саломе                                                 |
| Сладък ручей (Riacho Doce)                             | 1990        | Во Мануела                                             |
| Господар на света (O dono do mundo)                    | 1991        | Олга Портела                                           |
| Картата на мината (O mapa da mina)                     | 1993        | Мадалена Мораеш                                        |
| Прераждане (Renascer)                                  | 1993        | Жакутиня                                               |
| Incidente em Antares                                   | 1994        | Китерия Камоларго                                      |
| A Comédia da Vida Privada                              | 1996        | леля Отавия                                            |
| Заза (Zazá),                                           | 1997 – 1998 | Заза Дюмонт                                            |
| O Que É Isso, Companheiro?                             | 1997        | Доня Маргарида                                         |
| Central do Brasil                                      | 1998        | Дора                                                   |
| Você Decide                                            | 1999        | Лурдес                                                 |
| Дъщерите на Ева (As filhas da Mãe)                     | 2002        | Лулу де Люксембург                                     |
| Pastores da Noite                                      | 2002        | Либерия                                                |
| Надежда (Esperança)                                    | 2002        | Луиза                                                  |
| O Outro Lado da Rua                                    | 2004        | Режина                                                 |
| Olga                                                   | 2004        | Леокардия Престес                                      |
| Redentor                                               | 2004        | Дона Изаура                                            |
| Hoje É Dia de Maria                                    | 2005        | мащехата                                               |
| Casa de Areia                                          | 2005        | Доня Мария/Аурея/Мария                                 |
| Hoje É Dia de Maria 2                                  | 2005        | Дона Кабеса/Нарадора                                   |
| Белисима (Belissima)                                   | 2005        | Бия Фалкао                                             |
| Love in the Time of Cholera (Любов по време на холера) | 2007        | Трансито Араца                                         |
| Скъпи приятели (Queridos amigos)                       | 2008        | Ираси                                                  |
| Страст (Passione)                                      | 2010        | Бет Говея                                              |
| Бразилките (As Brasileiras)                            | 2012        | Мария                                                  |